# Hope Town, Québec
Hope Town är en kommun i provinsen Québec i Kanada. Den ligger i regionen Gaspésie–Îles-de-la-Madeleine, i den östra delen av provinsen. Antalet invånare var 334 vid folkräkningen 2021.
Kommunen bildades 1936 med namnet Hope-Est (eftersom den ligger öster om kommunen Hope) och fick sitt nuvarande namn 1953.
Kommunen är officiellt tvåspråkig (franska och engelska), med 61 % engelsktalande och 42 % fransktalande (modersmålstalare) vid folkräkningen 2021.